# گریتر گلاسگو
گریتر گلاسگو (به انگلیسی: Greater Glasgow) یک منطقهٔ مسکونی در بریتانیا است.